# Sicya faustinaria
Sicya faustinaria är en fjärilsart som beskrevs av John Kern Strecker 1899. Sicya faustinaria ingår i släktet Sicya och familjen mätare. Inga underarter finns listade i Catalogue of Life.